# Kontagora
Kontagora è una città della Repubblica Federale della Nigeria appartenente allo stato di Niger.
È il capoluogo dell'omonima area a governo locale (local government area) che conta una popolazione di 151.944 abitanti.